# 293-й отдельный батальон связи
293-й отдельный батальон связи — воинское подразделение в  вооружённых силах СССР во время Великой Отечественной войны.

## История
Сформирован вместе с корпусным управлением 42-го стрелкового корпуса весной 1941 года
В составе действующей армии с 22.06.1941 по 04.04.1942 года.
Являлся корпусным батальоном связи 42-го стрелкового корпуса, с его расформированием - батальоном связи Кандалакшской оперативной группы.
С расформированием группы был расформирован, по-видимому личный состав батальона направлен на укомплектование подразделений связи 19-й армии

## Подчинение
| Дата            | Фронт (округ)               | Армия                            | Корпус                 | Примечания                    |
| --------------- | --------------------------- | -------------------------------- | ---------------------- | ----------------------------- |
| 22.06.1941 года | Ленинградский военный округ | 14-я армия                       | 42-й стрелковый корпус | с 24.06.1941 - Северный фронт |
| 01.07.1941 года | Северный фронт              | 14-я армия                       | 42-й стрелковый корпус | -                             |
| 10.07.1941 года | Северный фронт              | 14-я армия                       | 42-й стрелковый корпус | -                             |
| 01.08.1941 года | Северный фронт              | 14-я армия                       | 42-й стрелковый корпус | -                             |
| 01.09.1941 года | Карельский фронт            | 14-я армия                       | 42-й стрелковый корпус | -                             |
| 01.10.1941 года | Карельский фронт            | 14-я армия                       | 42-й стрелковый корпус | -                             |
| 01.11.1941 года | Карельский фронт            | Кандалакшская оперативная группа | -                      | -                             |
| 01.12.1941 года | Карельский фронт            | Кандалакшская оперативная группа | -                      | -                             |
| 01.01.1942 года | Карельский фронт            | Кандалакшская оперативная группа | -                      | -                             |
| 01.02.1942 года | Карельский фронт            | Кандалакшская оперативная группа | -                      | -                             |
| 01.03.1942 года | Карельский фронт            | Кандалакшская оперативная группа | -                      | -                             |
| 01.04.1942 года | Карельский фронт            | Кандалакшская оперативная группа | -                      | -                             |